# Cercospora miscanthi
Cercospora miscanthi är en svampart som beskrevs av Sawada ex Goh & W.H. Hsieh 1987. Cercospora miscanthi ingår i släktet Cercospora och familjen Mycosphaerellaceae.   Inga underarter finns listade i Catalogue of Life.